# Кримські німці
Кримські німці (нім.Krimdeutsche тра.Крімдойче [ˈkʁɪmˌdɔʏ̯tʃə] крим.Qırım Almanları тра.Крим Алманлари [ˈqɯrɯm alˈmanˈlɑɾɯ])— етнічні німці, що проживали в Криму. Перші німецькі поселення з'явилися на початку XIX століття. У серпні 1941 у зв'язку з початком Німецько-радянської війни усі німці були депортовані з Криму.

## Німці в Таврійській губернії
Німці з'явилися в Криму у 1805. У Сімферопольському повіті вони заснували колонії: Нейзац, Фріденталь, Розенталь (віртенберзці), у Феодосійському повіті — Гейльбрун, Судак-Фортеця та Герценберг. У тому ж 1805 виникла швейцарська колонія Цюрихталь, а в 1811 ще одна німецька колонія, Кроненталь. Колонії, розширюючись, утворювали висілки, які зробилися новими колоніями.
При переселенні колоністи отримали у власність від 60-65 десятин найкращої землі, були надовго звільнені від натуральних та грошових повинностей, і їм було дароване широке самоврядування.

## Німці в Кримській АРСР

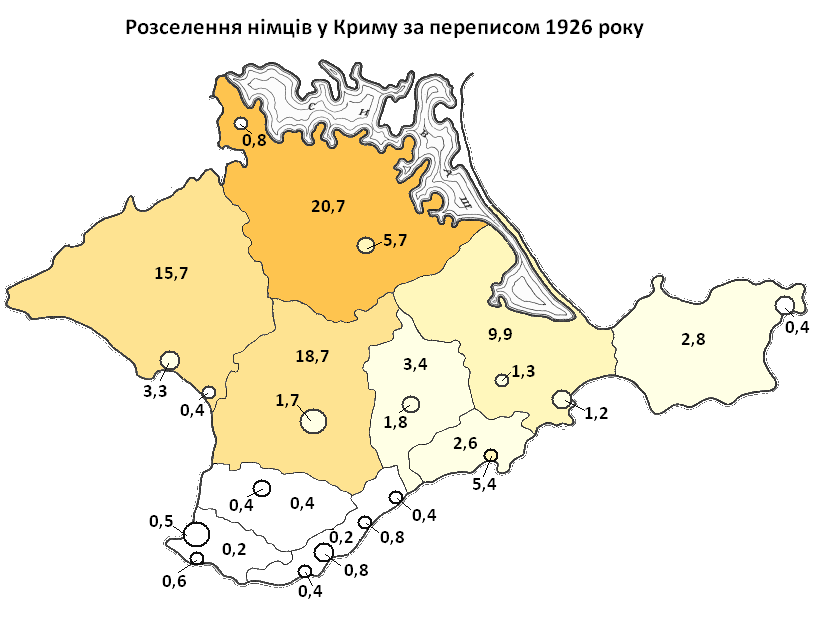
Розселення німців у Криму за переписом 1926 р.

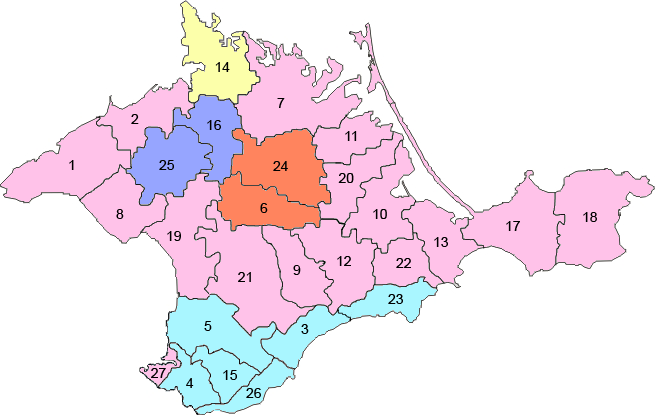
Адміністративний поділ Кримської АРСР. Німецькі національні райони виділені червоним (6 — Біюк-Онларський, 24 — Тельманський (центр Курман-Кемельчи)

На початку 1930-х років німецькими національними районами були Біюк-Онларський та Тельманівський райони, крім того значна кількість німців мешкала в Ічкінському, Сейтлерському та інших районах степового Криму.
Розселення німців у районах і містах Кримської АРСР за даними перепису 1939 р.
| адміністративна одиниця   | чисельність тис. | частка |
| ------------------------- | ---------------- | ------ |
| Тельманівський район      | 7,9              | 33,6 % |
| Біюк-Онлайрський район    | 4,0              | 21,6 % |
| Колайський район          | 2,9              | 17,3 % |
| Зуйський район            | 2,3              | 14,3 % |
| Ларіндорфський район      | 2,0              | 14,2 % |
| Фрайдорфський район       | 1,8              | 12,8 % |
| Ак-Шейхський район        | 1,7              | 11,8 % |
| Ічкинський район          | 2,4              | 11,8 % |
| Сакський район            | 3,2              | 11,5 % |
| Джанкойський район        | 3,7              | 7,9 %  |
| Кіровський район          | 1,1              | 5,1 %  |
| Ленінський район          | 1,2              | 4,9 %  |
| Старо-Кримський район     | 1,0              | 4,7 %  |
| Євпаторія                 | 1,7              | 3,6 %  |
| Карасубазарський район    | 1,0              | 3,1 %  |
| Ак-Мечетський район       | 0,4              | 2,8 %  |
| Феодосія                  | 1,2              | 2,7 %  |
| Красноперекопський район  | 0,5              | 2,3 %  |
| Сімферополь               | 3,1              | 2,2 %  |
| Судацький район           | 0,4              | 2,1 %  |
| Сейтлерський район        | 0,4              | 1,8 %  |
| Бахчисарайський район     | 0,5              | 1,1 %  |
| Керч                      | 0,7              | 0,7 %  |
| Ялтинська міськрада       | 0,2              | 0,6 %  |
| Севастопольська міськрада | 0,4              | 0,4 %  |
| Алуштинський район        | 0,1              | 0,4 %  |
| Ялтинський район          | 0,2              | 0,4 %  |
| Куйбишевський район       | 0,1              | 0,3 %  |
| Балаклавський район       | 0,05             | 0,2 %  |
| Кримська АРСР             | 51,3             | 4,6 %  |

У 1941 р. у рамках заходів згідно з «Постановою Ради з евакуації при Раднаркомі СРСР № СЕ-75с. від 15 серпня 1941» кримські німці були депортовані з Криму.